# Мальцев Михайло Олександрович
Мальцев Михайло Олександрович (1862—1954) — український вчений, ветеринарний хірург.

## З життєпису
Народився 1862 року у Вологді. 1887 року закінчив Харківський ветеринарний інститут, в якому працював до кінця життя, з 1896 — професор.
1896 року захистив дисертацію «Щодо етіології мокрецю у коней», затверджений професором.
Розробив методики операцій у тварин на стравоході, гортані, шлунку, кишках, сухожилках, сечовому міхурі, копиті.
Деякі з його праць, що вийшли друком:
- «Кішки та підщелепні залози як діагностичний матеріал в підозрілих випадках сапу»,
- «Замітки про морфологію сапного бацилу» — 1890, «Праці Харківського ветернинарного інституту»,
- «Про значення продуктів життєдіяльності мікроорганізмів, отриманих шляхом фільтрації з культури anthra'x», 1891, «Російська медицина»,
- «Про імунізацію коней по відношенню до сапу» — 1891, «Вісник товариства ветеринарів»,
- «Курс лекцій оперативної хірургії», 1903 року в Харкові вийшло третє видання,
- «Про запобіжні щеплення проти сказу собак» — 1904.

Помер 12 листопада 1954 року.